# Halterofilismo nos Jogos Olímpicos de Verão de 2020 - Até 61 kg masculino
A categoria até 61 kg masculino do halterofilismo nos Jogos Olímpicos de Verão de 2020 foi disputada em 25 de julho de 2021 no Fórum Internacional de Tóquio, na capital japonesa. Um total de 14 halterofilistas, cada um representando um Comitê Olímpico Nacional (CON), participaram do evento.

## Qualificação
Em cada categoria, até 14 halterofilistas poderiam se qualificar, com as vagas sendo alocadas da seguinte forma:
- Oito pelo ranking mundial da IWF;
- Cinco representantes de cada continente seguindo o ranking mundial, sendo limitado a CONs ainda sem halterofilistas qualificados;
- Vagas para o país anfitrião ou para a Comissão Tripartite.

## Calendário
Horário local (UTC+9)
| Data        | Hora  | Fase    |
| ----------- | ----- | ------- |
| 25 de julho | 11:50 | Grupo B |
| 25 de julho | 15:50 | Grupo A |

## Medalhistas
| Ouro   | CHN Li Fabin        |
| Prata  | INA Eko Yuli Irawan |
| Bronze | KAZ Igor Son        |

## Recordes
Antes desta competição, os seguintes recordes eram estabelecidos:
| Recorde          | Tipo      | Halterofilista  | Peso   | Local    | Data                   |
| Recorde mundial  | Arranque  | Li Fabin        | 145 kg | Pattaya  | 19 de setembro de 2019 |
| Recorde mundial  | Arremesso | Eko Yuli Irawan | 174 kg | Asgabade | 3 de novembro de 2018  |
| Recorde mundial  | Total     | Li Fabin        | 318 kg | Pattaya  | 19 de setembro de 2019 |
|                  |           |                 |        |          |                        |
| Recorde olímpico | Arranque  | Padrão olímpico | 142 kg | —        | 1 de novembro de 2018  |
| Recorde olímpico | Arremesso | Padrão olímpico | 171 kg | —        | 1 de novembro de 2018  |
| Recorde olímpico | Total     | Padrão olímpico | 310 kg | —        | 1 de novembro de 2018  |

Após a competição, os seguintes recordes foram estabelecidos:
| Recorde          | Tipo      | Halterofilista | Peso   | Local  | Data                |
| Recorde olímpico | Arremesso | CHN Li Fabin   | 172 kg | Tóquio | 25 de julho de 2021 |
| Recorde olímpico | Total     | CHN Li Fabin   | 313 kg | Tóquio | 25 de julho de 2021 |

## Resultados
| Pos. | Halterofilista         | CON                      | Grupo | Peso  | Arranque (kg) | Arranque (kg) | Arranque (kg) | Arranque (kg) | Arremesso (kg) | Arremesso (kg) | Arremesso (kg) | Arremesso (kg) | Total |
| Pos. | Halterofilista         | CON                      | Grupo | Peso  | 1             | 2             | 3             | Result.       | 1              | 2              | 3              | Result.        | Total |
| ---- | ---------------------- | ------------------------ | ----- | ----- | ------------- | ------------- | ------------- | ------------- | -------------- | -------------- | -------------- | -------------- | ----- |
| 01 ! | Li Fabin               | CHN China                | A     | 60.90 | 137           | 137           | 141           | 141           | 166            | 172            | 178            | 172            | 313   |
| 02 ! | Eko Yuli Irawan        | INA Indonésia            | A     | 60.80 | 137           | 141           | 141           | 137           | 165            | 177            | 177            | 165            | 302   |
| 03 ! | Igor Son               | KAZ Cazaquistão          | A     | 60.25 | 126           | 131           | 134           | 131           | 156            | 162            | 163            | 163            | 294   |
| 4    | Yoichi Itokazu         | JPN Japão                | A     | 60.85 | 130           | 130           | 133           | 133           | 158            | 159            | 162            | 159            | 292   |
| 5    | Seraj Al-Saleem        | KSA Arábia Saudita       | A     | 60.90 | 124           | 127           | 129           | 129           | 159            | 166            | 166            | 159            | 288   |
| 6    | Davide Ruiu            | ITA Itália               | A     | 60.90 | 123           | 127           | 131           | 127           | 153            | 159            | 159            | 159            | 286   |
| 7    | Shota Mishvelidze      | GEO Geórgia              | A     | 60.95 | 130           | 134           | 135           | 130           | 155            | 163            | 165            | 155            | 285   |
| 8    | Luis García            | DOM República Dominicana | B     | 60.95 | 120           | 120           | 124           | 120           | 154            | 154            | 154            | 154            | 274   |
| 9    | Simon Brandhuber       | GER Alemanha             | B     | 61.00 | 123           | 127           | 127           | 123           | 142            | 142            | 145            | 145            | 268   |
| 10   | Morea Baru             | PNG Papua-Nova Guiné     | B     | 61.00 | 113           | 118           | 118           | 118           | 147            | 153            | 153            | 147            | 265   |
| 11   | Eric Andriantsitohaina | MAD Madagascar           | B     | 60.10 | 105           | 110           | 114           | 114           | 140            | 150            | 154            | 150            | 264   |
| 12   | Marcos Rojas           | PER Peru                 | B     | 60.90 | 100           | 105           | 107           | 105           | 130            | 130            | 135            | 135            | 240   |
| –    | Thạch Kim Tuấn         | VIE Vietnã               | A     | 60.80 | 126           | 126           | 130           | 126           | 150            | 150            | 153            | –              | –     |
| –    | Kao Chan-hung          | TPE Taipé Chinês         | A     | 60.70 | 125           | 128           | 130           | 125           | 147            | 147            | –              | –              | DNF   |

Legenda
| Recorde mundial      | Recorde mundial (World record)               |                       | Recorde africano                      | Recorde africano (African) |                                           | Q | Classificado por posição (Qualified) |
| Recorde olímpico     | Recorde olímpico (Olympic record)            | Recorde da América    | Recorde da América (Americas)         | q                          | Classificado por melhor tempo (Qualified) |   |                                      |
| Melhor marca do ano  | Melhor marca do ano (World leading)          | Recorde asiático      | Recorde asiático (Asian)              | DNS                        | Não largou (Did not start)                |   |                                      |
| Recorde nacional     | Recorde nacional (National record)           | Recorde europeu       | Recorde europeu (European)            | DNF                        | Não terminou (Did not finish)             |   |                                      |
| Recorde pessoal      | Recorde pessoal do atleta (Personal best)    | Recorde da Oceania    | Recorde da Oceania (Oceania)          | DSQ / DQ                   | Desclassificado (Disqualified)            |   |                                      |
| Recorde da temporada | Recorde da temporada do atleta (Season best) | Recorde sul-americano | Recorde sul-americano (South America) | NM                         | Sem marca (No mark)                       |   |                                      |